# ماورو كونتريرز
ماورو كونتريرز (بالإسبانية: Mauro Contreras)‏ هو لاعب كرة قدم مكسيكي، ولد في 15 يناير 1996 في Lagos de Moreno ‏ في المكسيك. لعب مع نادي غوادالاخارا.

## وصلات خارجية
- ماورو كونتريرز على موقع قاعدة بيانات كرة القدم.إي يو (الإنجليزية)